# Schloss Prillwitz (Pommern)
Schloss Prillwitz ist ein Schloss in Przelewice im Powiat Pyrzycki in der polnischen Woiwodschaft Westpommern.

## Geschichte
Im 15. Jahrhundert kam der Ort Prillwitz in den Besitz der von Schack. Der letzte Schack auf Prillwitz, Otto Friedrich Ludwig von Schack, verpachtete das Gut zunächst und lebte zunehmend verschuldet in Berlin. Im Jahr 1799 verkaufte er das Gut zusammen mit den Vorwerken Luisenhof (heute: Lucin) und Lindenbusch (heute: Ślazowo) an August Heinrich von Borgstede. Nach der Geburt eines unehelichen Sohns mit Victoire von Crayen, der Tochter der berühmten Berliner Salonnière Henriette von Crayen, zur Heirat entschlossen, erschoss sich von Schack im September 1815 noch vor der Hochzeit. Dieses Ereignis bildet die Grundlage für Fontanes Erzählung Schach von Wuthenow.
August Heinrich von Borgstede führte die Schlagwirtschaft ein und trennte dazu Guts- und Bauernland. Schon vor der preußischen Bauernbefreiung bot er 1811 den Bauern die gepachteten Höfe zum Kauf an. Ab 1802 züchtete Borgstede Merinoschafe und begründete damit die pommersche Merinoschafzucht. Im Jahr 1804 wurde das Neue Vorwerk, später Augustthal genannt, mit einer Ziegelei gegründet. Nach Verschönerungsmaßnahmen am Gut lagen Ställe, Scheunen und die Molkerei an einer Lindenallee, die entlang der Mittelachse des Wirtschaftshofs in den mit Bäumen gesäumten Ehrenhof des Herrenhauses mündete. Das neue Herrenhaus wurde nach Plänen von Heinrich Gentz erbaut.
Im Jahr 1821 erwarb Prinz August von Preußen das Gut als Ausstattung für seine Tochter Malwine. Deren Mutter, Augusts zweite Lebensgefährtin Auguste Arend, wurde 1825 als Frau von Prillwitz in den preußischen Adelsstand erhoben. Das Mausoleum der von Prillwitz wurde von Karl Friedrich Schinkel ausgeschmückt und vermutlich auch von ihm geplant.
Über die Pommersche Siedlungsgesellschaft gelangte das Gut an Conrad von Borsig. Nach der Machtübernahme der Nationalsozialisten zog dieser sich nach Prillwitz zurück und widmete sich der Umgestaltung des Parks in einen forstbotanischen Garten. Er pflanzte im Prillwitzer Wald Sudetenlärchen an und bewies damit, dass diese empfindlichen Bäume aus den Sudeten auch im Flachland zu einem Hochwald herangezogen werden können. Conrad von Borsig wurde bei Kriegsende in seinem Gutshaus von sowjetischen Soldaten erschossen.
Nach 1945, nunmehr polnisch-kommunistisch regiert, wurde das Gut kaum noch gepflegt. Nach der Wende kam das Gutshaus 1993 in den Besitz der Gemeinde, die mit finanzieller Hilfe der Europäischen Union das Gutshaus restaurieren ließ. Es dient heute als Bildungszentrum, Café und Hotel. 

## Architektur
Der zweigeschossige Bau hat in hohes Sockelgeschoss aus gespaltenen Findlingen, eine Beletage und ein Obergeschoss. Der Bau trägt in Krüppelwalmdach mit ursprünglich nicht vorhandener Gaubenreihe. Im hofseitigen Mittelrisalit liegt das nach hinten versetzte Hauptportal mit flankierenden ionischen Säulen. In der Portalnische über dem Portalsturz befinden sich die Inschriften "HAUS MDCCC und "PRILLWITZ XIV", was sich wohl auf das Jahr der Fertigstellung 1814 bezieht. Über den Inschrifttafeln befindet sich ein großes Lünettenfenster, darüber ein Frontispiz mit Palmettenschmuck. Im Giebelfeld ist ein Relief mit einer Szene mit Demeter zu sehen, das Traufgesims hat eine umlaufende Konsolenreihe. Die Gartenseite hat zwei einachsige Risalite.

## Park
Der Park wurde 1802 angelegt und erstreckt sich östlich der Gutsanlage in Nord-Süd-Richtung und nimmt mit seiner Größe von 3 Hektar einen Spitzenplatz in Hinterpommern ein. Der Park ist heute auch noch mit großen Rasenflächen, Sichtachsen, und einer zentralen Teichanlage als englischer Landschaftspark erkennbar. Bemerkenswert ist ein Steingarten nördlich des Teichs. Eine Quelle am Fuße eines Talhangs ist mit mehreren Findlingen umgeben. Ein Teil des Gartens ist ein japanischer Graten mit Teehaus. Der Park umfasste auch landwirtschaftliche Nutzflächen. Heute ist der Park ein regional bekannter dendrologischer Garten (Ogród Dendrologiczny w Przelewicach).